# 乙旺里海水浴場
乙旺里海水浴場（ウルァンニかいすいよくじょう）は大韓民国仁川広域市中区乙旺洞にある海水浴場である。

## 地形
黄海に面する南北約700mの遠浅の砂浜である。

## 海水浴場
海は透明度が高く、ソウル首都圏にも近いうえ 韓国を代表する海水浴場の一つでもあり、夏は大勢の海水浴客でにぎわう。
ただし、遊泳は7月～8月までとなる。

## 所在地
- 仁川広域市中区乙旺洞 (仁川広域市中区乙旺路13番キル,一帯)

### 交通アクセス
- 仁川空港磁気浮上鉄道 - 龍遊駅 徒歩10分
- バス　仁川国際空港3階 2番／13番バス乗り場から202／302／306番バスに乗車し、乙旺里海水浴場入口（ウルワンリヘスヨッチャンイック）で下車。所要時間約20分。

### 周辺施設
- セブンイレブン
- CU (コンビニエンスストア)
- ホテル
- トイレ・シャワー室(公共・私有)